# Kanton Marseille-9
Marseille-9 is een kanton van het Franse departement Bouches-du-Rhône. Het kanton maakt deel uit van het arrondissement Marseille. In 2018 telde het 74.618 inwoners.
Het kanton omvat uitsluitend een zuidelijk deel van de gemeente Marseille.